# أنت حبيبي (فلم)
أنت حبيبي فيلم موسيقي رومانسي كوميدي مصري من إخراج يوسف شاهين وتأليف أبو السعود الإبياري إنتاج عام 1957. أبطال الفيلم: فريد الأطرش، شادية، هند رستم، عبد المنعم إبراهيم، عبد السلام النابلسي.

## قصة الفيلم
تدور أحداث الفيلم حول فريد (فريد الأطرش) الذي يجد نفسه مجبرا للزواج من ابنة عمه ياسمين (شادية) حسب وصية جده لاستلام ميراث جدهم. يعمل فريد مغني بكباريه ويحب الراقصة نانا (هند رستم) التي تعمل معه، وياسمين تحب سمسم (عبد السلام النابلسي). يتفق فريد وياسمين على الزواج صوريا لمدة شهر لاستلام الميراث ثم الطلاق. أثناء قضاء شهر العسل بأسوان يقعا بغرام بعضهما ويساعدهم صديقهم زاهر (عبد المنعم إبراهيم).

## فريق العمل
- فريد الأطرش: فريد
- شادية: ياسمين
- هند رستم: نانا الراقصة
- عبد السلام النابلسي: سمسم
- عبد المنعم إبراهيم: زاهر (صديق فريد)
- ميمي شكيب: بهيجة (والدة فريد)
- سراج منير: صبري (والد فريد)
- زينات صدقي: والدة ياسمين
- عبد العزيز أحمد: والد ياسمين
- رياض القصبجي
- محمد شوقي
- جمالات زايد
- جورج يوردانيدس
- عبد الغني النجدي
- سيد سليمان
- عبد النبي محمد
- علي عبد العال
- زينب محمد

## روابط خارجية
- مقالات تستعمل روابط فنية بلا صلة مع ويكي بيانات